# Andrzej Rybarczyk
Andrzej Jan Rybarczyk (ur. 25 sierpnia 1947) – polski inżynier elektrotechnik, profesor nauk technicznych. Specjalizuje się w sztucznej inteligencji, elektronice, informatyce, automatyce, metodach projektowania układów oraz mikroelektronice. Profesor zwyczajny na Wydziale Informatyki Politechniki Poznańskiej.

## Życiorys
Studia z elektrotechniki ukończył na Wydziale Elektrycznym Politechniki Poznańskiej w 1971, gdzie następnie został zatrudniony i zdobywał kolejne awanse akademickie. Ponadto jest też absolwentem Wydziału Matematyki, Fizyki i Chemii UAM. Stopień doktorski w zakresie elektrotechniki uzyskał na Wydziale Elektrycznym PP w 1979 (specjalność: teoria obwodów). Na tym samym wydziale zdobył też habilitację w zakresie elektrotechniki (2003) na podstawie dorobku naukowego i rozprawy pt. Optymalizacja wrażliwości i uzysku produkcyjnego w scalonych układach CMOS o wielkiej skali integracji (VLSI). Tytuł naukowy profesora nauk technicznych został mu nadany w 2015. Pracuje jako profesor zwyczajny w Katedrze Inżynierii Komputerowej Wydziału Informatyki Politechniki Poznańskiej. Jest członkiem szeregu towarzystw naukowych i technicznych, m.in. Institute of Electrical and Electronics Engineers (IEEE) oraz Sekcji Mikroelektroniki Komitetu Elektroniki i Telekomunikacji PAN (kadencja 2011–2014).

## Wybrane publikacje
- Laboratorium elektrotechniki teoretycznej (wraz z W. Horstem i J. Kozłowskim), Wydawnictwo PP 1981
- Optymalizacja wrażliwości i uzysku produkcyjnego w scalonych układach CMOS o wielkiej skali integracji (VLSI), Wydawnictwo Politechniki Poznańskiej 2002, ISBN 83-7143-483-9 (praca habilitacyjna)
- Sztuczne sieci neuronowe. Laboratorium (redaktor pracy zbiorowej), Wydawnictwo Politechniki Poznańskiej 2007, ISBN 978-83-7143-261-3.
- Rachunek operatorowy. Metody rozwiązywania zadań (wraz z A. Świetlicką i A. Jurkowlaniec), PWN 2012, ISBN 978-83-01-16976-3.
- Wykorzystanie technik sztucznej inteligencji w projektowaniu układów elektronicznych z fluktuacją parametrów, Akademicka Oficyna Wydawnicza Exit 2013, ISBN 978-83-7837-028-4.
- ponadto artykuły publikowane w takich czasopismach jak m.in. „Journal of Systems Architecture”, „Multimedia Tools and Applications” oraz „Foundations of Computing and Decision Sciences”[7].